# Галип, Решит
Решит Галип (1893, Родос — 5 марта 1934, Анкара) — турецкий политик.

## Биография
Родился в 1893 году на острове Родос, на тот момент входившем в состав Османской империи. Родителями Решита Галипа были судья Мехмет Галип и его жена Мюневвер. Начальное образование Решит Галип получил на Родосе. По словам его внучки Фейхан Оран, после оккупации Родоса Италией Галип бежал в Измир и там закончил своё школьное образование. Затем он изучал медицину в Стамбуле. Во время Балканских войн и Первой мировой войны Решит Галип добровольно служил в армии. В 1917 году он окончил медицинскую школу при Стамбульском университете. После краткого периода работы в том же университете Решит Галип отправился в Тавшанлы, чтобы принять участие в войне за независимость. В конце войны получил должность доктора в Мерсине. В 1923 году он был избран членом Великого национального собрания.
Решит Галип являлся членом Турецкого лингвистического общества, президентом которого он являлся в 1932—1933 годах, и Турецкой исторической организации. С 19 сентября 1932 года по 13 июля 1933 года Галип занимал должность министра образования. Как министр образования Решит Галип известен созданием студенческой клятвы..
Болел туберкулёзом. Умер 5 марта 1934 года в Анкаре. Похоронен на кладбище Джебеджи Асри. У него остались жена и трое детей.

## Память
Именем Решита Галипа были названы улицы в Анкаре и Назилли. Также его имя было присвоено школам в Зейтинбурну и Чанкае.